# ウミツボミ綱
ウミツボミ綱（ウミツボミこう、学名：Blastoidea）とは、シルル紀からペルム紀にかけて生息していた、動物界棘皮動物門に属する絶滅した海生の動物群の一つ。
ペルム紀末の大量絶滅によって絶滅した。

## 形態
ウミリンゴ、ウミユリ同様の柄をもつ。端は海底に固着していた。もう一方の端には萼部があり、およそ15個の骨板で構成され、萼部からは、無数の腕が放射状に出ている。
体は球形あるいは、西洋梨のような萼と柄から成る。
また、萼部には、口と肛門がある。

## 生態
柄の先端で海底の岩などに固着して生活をしていて、石炭紀に大繁栄した。
萼部から出る腕で海中の懸濁物を捕まえて、食べていた。

## ギャラリー

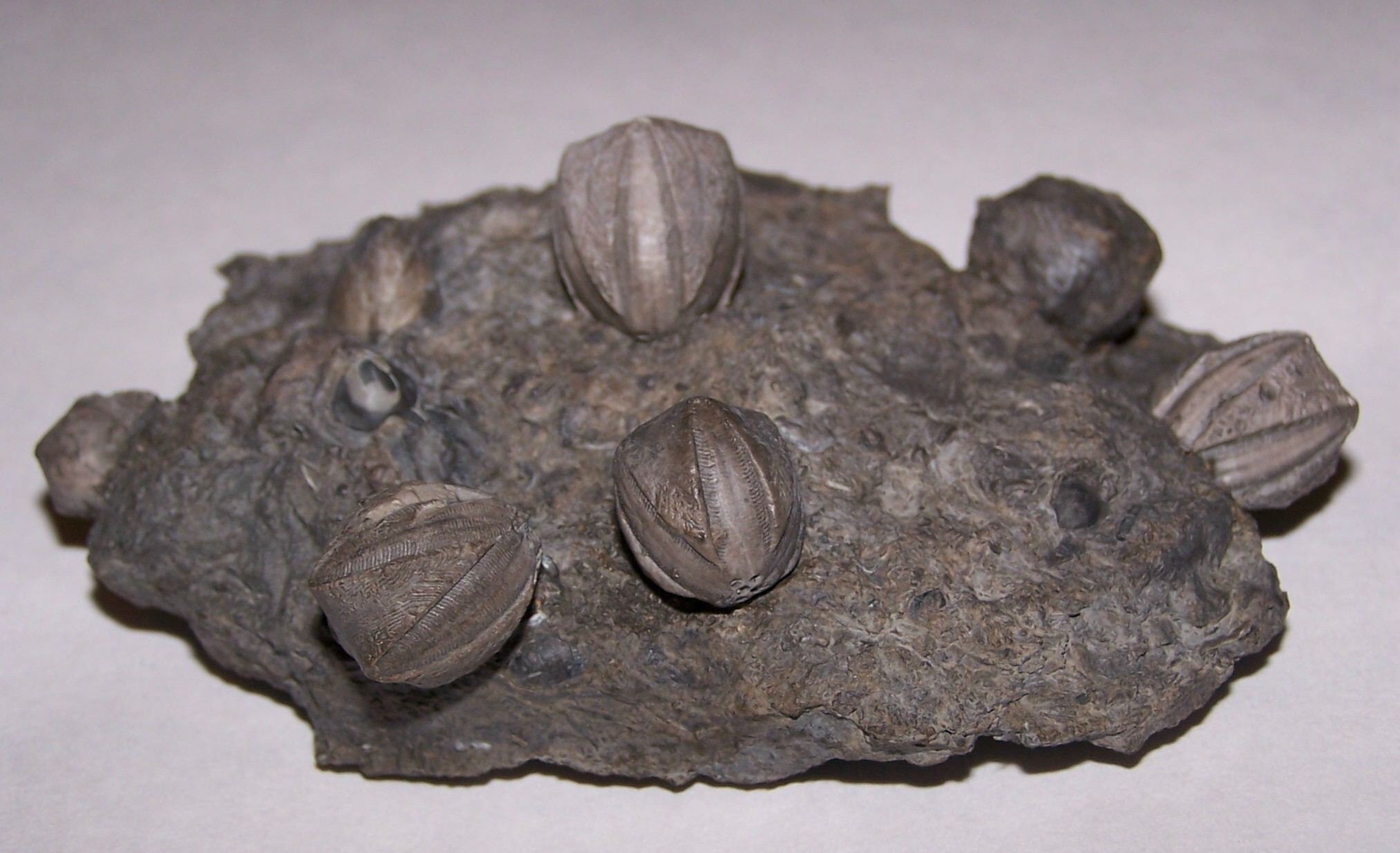
ウミツボミの化石
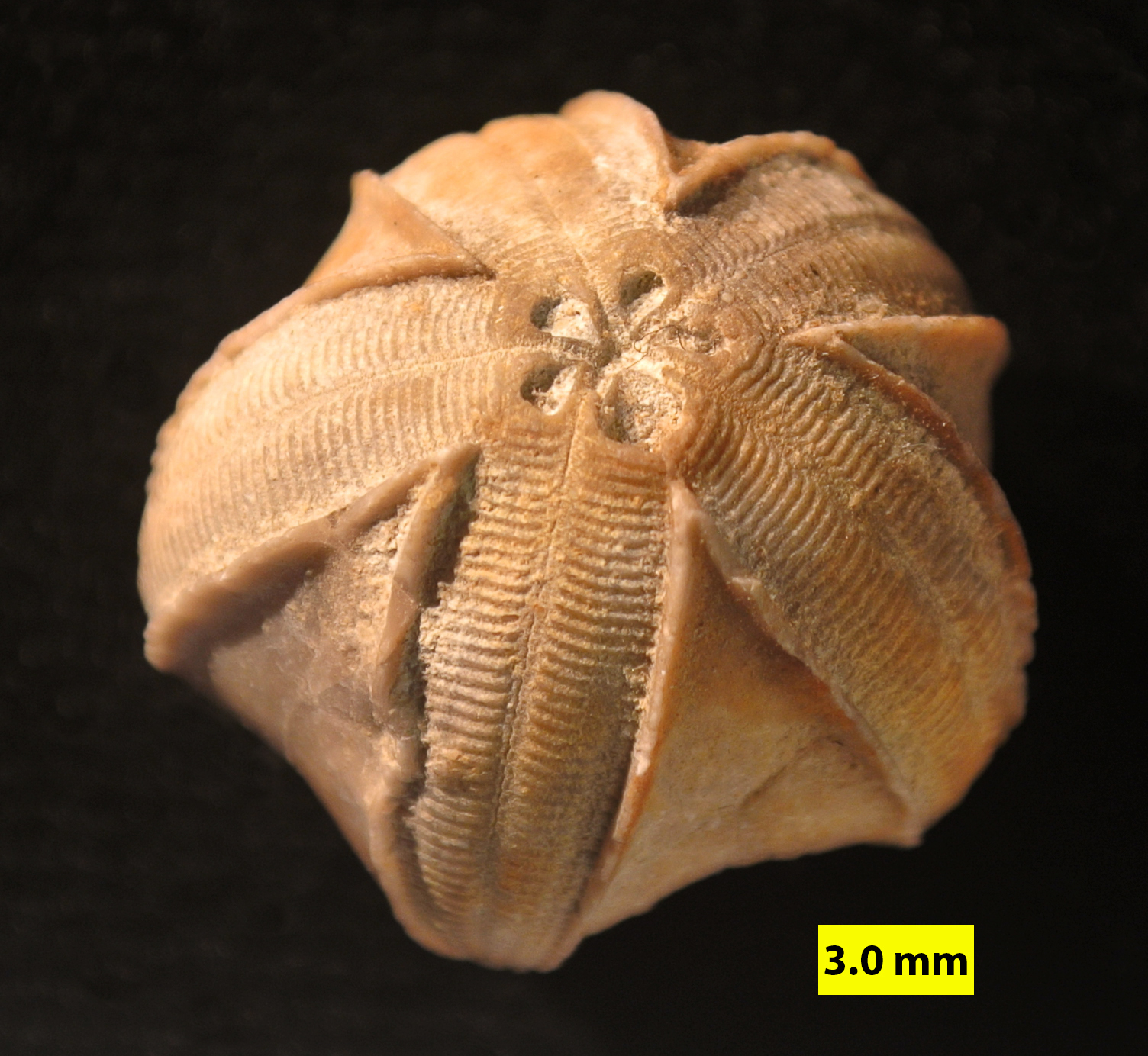
ウミツボミの萼部